# She Past Away
She Past Away ist eine 2006 gegründete Gothic-Rock-Band aus dem türkischen Bursa. Das Duo wurde mit seinem ersten Album Belirdi Gece 2012 international bekannt und wurde infolgedessen für weltweite Auftritte gebucht.

## Geschichte
Die Gruppe wurde 2006 von Volkan Caner und İdris Akbulut gegründet. Beide Musiker waren zuvor in anderen unbekannten Musikgruppen aktiv. Zum musikalischen Hintergrund der vorausgegangenen Projekte erläuterte Akbulut, dass diese Stilen „von Death Metal bis Indie Rock“ entsprachen. Die Entscheidung, Lieder in türkischer Sprache zu präsentieren, fiel erstmals mit der Gründung von She Past Away. Die Musiker gaben dazu an, dass es ihnen natürlicher vorkäme und so leichter falle sich auszudrücken, gegenüber der in vorherigen Projekten genutzten englischen Sprache. Ab dem Jahr 2009 trat die Band live in Bursa in Erscheinung. Allerdings ebbte das Interesse an der Gruppe dort schnell ab, da, so Akbulut, es keine größere Szene vor Ort gab und die kleine vorhandene Gemeinschaft „nach und nach das Interesse an [She Past Away] und an der Szene, und an sich selbst verloren“ hat. Unterdessen verlegten die Musiker ihren Standort in die nahegelegene Metropole Istanbul. Dort schloss die Gruppe einen Vertrag mit Remoov Records, dessen Mitinitiator Doruk Ozturkcan sich vorerst als Livemusiker, später dann als vollwertiges Bandmitglied einbrachte. Im Jahr 2010 erschien die erste EP Kasvetli Kutlama. Drei Jahre später folgte das Debütalbum Belirdi Gece, das international zuerst nur digital vertrieben wurde. Lediglich in der Türkei war eine Vinylversion über Remoov Records erhältlich. Dennoch wurde das Album häufig positiv besprochen und erlangte ausreichend Popularität, um der Gruppe Auftritte in den meisten europäischen Ländern sowie in Mexiko zu ermöglichen. Dabei räumt Ozturkcan ein, dass die Vielzahl der internationalen Auftrittsmöglichkeiten mitunter auf die Herkunft der Gruppe und einen damit einhergehenden „Exoten-Bonus“ zurückzuführen sein könnte.
Trotz dieses möglichen Zusammenhangs zwischen ihrer Herkunft und ihrem Erfolg lehnen die Musiker es ab, als von der türkischen Kultur beeinflusst bezeichnet zu werden. Dass die Gruppe im Ausland eine alternative Türkei repräsentiere, nennt Öztürkcan ein Trugbild. Die Akzeptanz der Gruppe im Ausland führe zwar dazu, dass sie in der Türkei geduldet sei, ändere nichts an den Lebensbedingungen im Land selbst. Ein Jahr nach der ersten Veröffentlichung des Albums erschien das Album international auf dem griechischen Label Fabrika Records, das neben She Past Away weitere populäre Newcomer des Dark Wave durch Re-Releases vermarktet. Im Jahr 2015 verließ Akbulut die Gruppe. Im gleichen Jahr nutzte der belgische Modeschöpfer Kris van Assche zur Präsentation seiner Dior-Sommerkollektion die Musik der Gruppe. Einen Schritt, den She Past Away im Nachhinein als Fehler deklarierten, da er ein Publikum ansprach, das sich nicht mit der Musik der Band identifizieren konnte. Ebenfalls 2015 erschien das zweite Album Narin Yalnızlık.
Im Frühjahr 2023 war die Band auf Tournee in den Niederlanden und in Deutschland. Im Vorprogramm spielte aux animaux.

## Stil

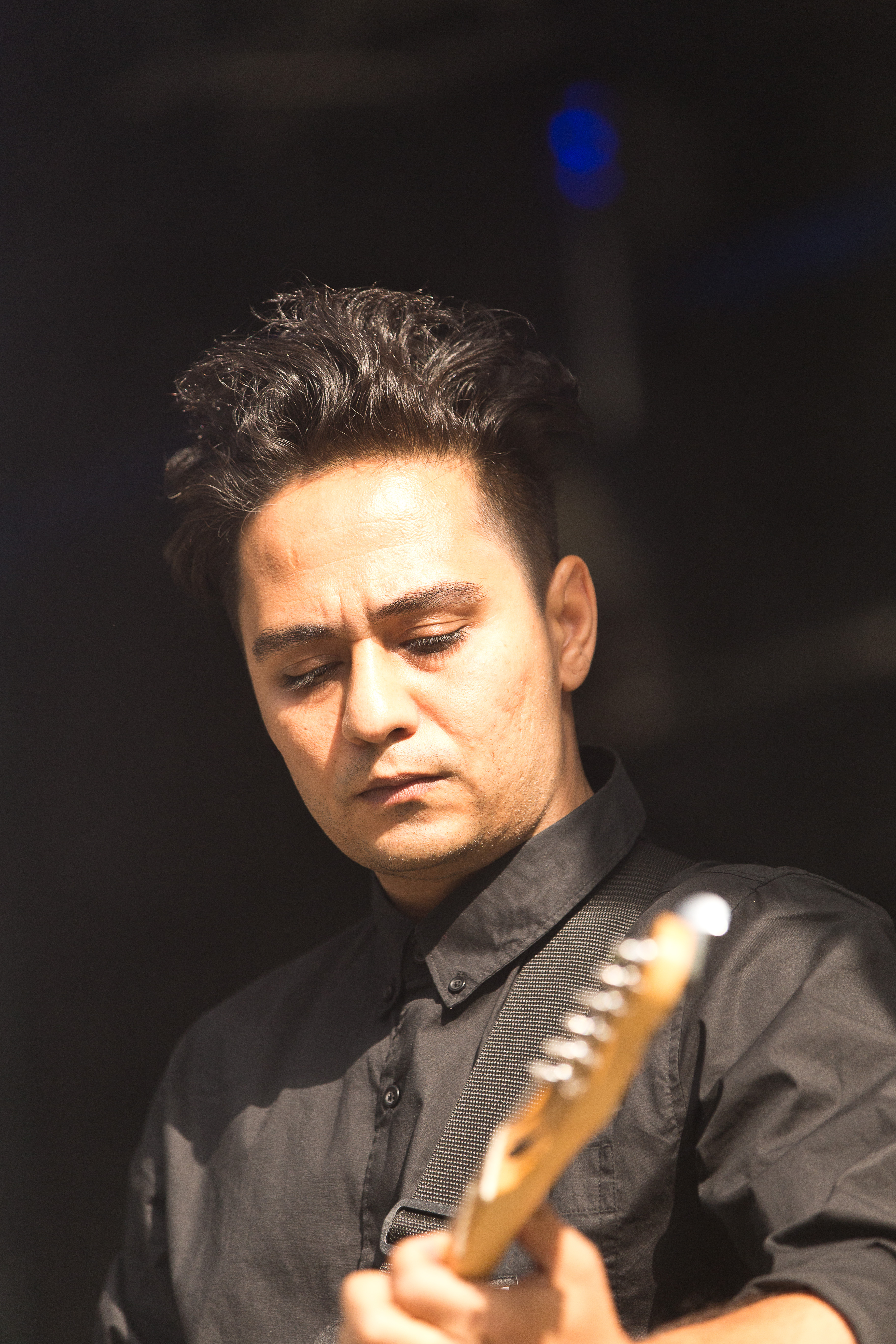
Volkan Caner 2015 bei einem Auftritt

Die Musik von She Past Away wird zumeist dem Post-Punk, Dark Wave und Gothic Rock zugerechnet. Öztürkcan benennt das Verhältnis der Band zum Gothic Rock und Dark Wave als „kongruent zu [dem] Denken und Empfinden“ der Musiker und sieht She Past Away keinesfalls als „Innovatoren“, die einen neuen Stil erfinden. Vielmehr sehe er den präsentierten Stil als „ein aussterbendes Genre.“ Akbulut beschreibt die Musik von She Past Away als „stark beeinflusst von der Musik der 80er“, dabei nimmt er besonderen Bezug auf Cold Wave und die Verwendung von Drumcomputern und eine seines Erachtens damit verbundene kalte monotone Attitüde. Eine spezielle Gruppe, der man selbst nacheifere, gebe es allerdings nicht. Die Musiker räumen allerdings in einem späteren Interview ein, dass der Vergleich mit The Sisters of Mercy nahe liege und dass das Projekt von Andrew Eldritch die Gruppe möglicherweise beeinflusst habe, ebenso jedoch Gruppen wie DAF und Grauzone als Einfluss benannt werden können.
Laut Post-Punk.com beinhaltet die Musik der Band Elemente von The Cure, The Sisters of Mercy und Joy Division, verbunden mit einem neuen und frischen Klangelement. Auf Gothic.at wird der türkische „in tiefstmöglicher Tonlage“ gehaltene Gesang als „ganz eigene Note“ der Gruppe hervorgehoben. Auf Post-Punk.com wird als Vergleich für Caners Stimmlage der Gesang von Elvis Presley benannt. Hinzukommend wird dort auf die Nutzung von Delay- und Reverb-Effekten zur Verfremdung des Gesangs hingewiesen.
Auf Schallgrenze.de wird die Musik als unkompliziert, eingängig, unmissverständlich, gradlinig und mitreißend gewertet und dabei ebenfalls dem Dark Wave und Gothic Rock zugeordnet. „Aus der Werkzeugkiste gibt es staubtrocken-knackigen Bass, akzentuierte Keyboardklänge und eingängiger Melodien, druckvoller Rhythmus a`la Schlagzeugmaschine Dr. Avalanche [Drumcomputer von The Sisters of Mercy] und tiefer Gesang.“ Auch die Seite Post-Punk.com weist auf eine besondere Betonung des Rhythmus hin und nennt die Melodien der eingesetzten Synthesizer „überwältigend“.

## Diskografie
Alben
- 2012: Belirdi Gece (Remoov Records)
- 2015: Narin Yalnızlık (Remoov Records)
- 2019: Disko Anksiyete (Fabrika Records)

Remix-Alben
- 2013: Secret Thirteen Mix 068 (Secret Thirteen Journal)
- 2020: Part Time Punks Session (Fabrika Records)
- 2020: X (Fabrika Records)

Kompilationen
- 2016: I – II (GAG TAPE)

EPs
- 2010: Kasvetli Kutlama (Remoov Records)

Musikvideos
- 2009: Kasvetli Kutlama (Regie/Produktion: Aykan Şimsirli)
- 2014: Asimilasyon (Regie/Produktion: Emre Uzer)
- 2014: Sanrı (Regie/Produktion: Erman Bostan)
- 2016: Katarsis (Regie/Produktion: Dimitris Chaz Lee)
- 2018: Soluk (Regie/Produktion: Dimitris Chaz Lee)
- 2019: Disko Anksiyete (Regie/Produktion: Hasan Kuyucu)
- 2020: Durdu Dünya (Regie/Produktion: Burak Erkil)
- 2020: Ağıt (Regie/Produktion: Burak Erkil)
- 2024: Inziva (Regie/Produktion: Nedda Afsari und Michael E. Linn / Michael R. Zumaya)